# 布倫德 (奧蘭)
布倫德（瑞典語：Brändö）是芬蘭的城鎮，由奧蘭群島負責管轄，距離瑪麗港約25公里，面積1,648平方公里，主要經濟活動是旅遊業，2013年人口478，人口密度為每平方公里4.42人。

## 外部連結
- Municipality of Brändö （页面存档备份，存于） – Official website